# Ahuacatitlán, Atlixtac
Ahuacatitlán är en ort i Mexiko.   Den ligger i kommunen Atlixtac och delstaten Guerrero, i den sydöstra delen av landet, 230 km söder om huvudstaden Mexico City. Ahuacatitlán ligger 1 956 meter över havet och antalet invånare är 374.
Terrängen runt Ahuacatitlán är lite bergig. Runt Ahuacatitlán är det ganska glesbefolkat, med 40 invånare per kvadratkilometer. Närmaste större samhälle är San Pedro Huitzapula Norte, 1,4 km nordost om Ahuacatitlán. I omgivningarna runt Ahuacatitlán växer huvudsakligen savannskog.